# Scaeva albomaculata
Scaeva albomaculata är en tvåvingeart som först beskrevs av Macquart 1842.  Scaeva albomaculata ingår i släktet glasvingeblomflugor, och familjen blomflugor. Inga underarter finns listade i Catalogue of Life.